# Luftkurort Crans-Montana

Crans-Montana von Walter Mittelholzer 1919

Der Luftkurort Crans-Montana ist ein historischer Kur- und Erholungsort mit privaten und öffentlichen Höhenkliniken, Sanatorien, Lungenheilstätten, Pensionen und Kurhotels in der Berggemeinde Crans-Montana im Schweizer Kanton Wallis. Sein Aufschwung im 19. Jahrhundert hing mit der Entwicklung in der Behandlung der Tuberkulose zusammen.

## Höhenlage und Klima
Crans-Montana befindet sich auf einer breiten Terrasse am Südhang der Bella Lui auf 1495 m im schweizerischen Rhonetal, geschützt von kalten Nordwinden und meist oberhalb der Dunst- und Hochnebeldecke des Rhonetales.
Das Klima zeichnet sich durch einen frischen Sommer (der Juli hat mit 14,9 °C die wärmste Monatsmitteltemperatur) und viele nebelfreie, sonnige Wintertage aus, deren wärmende Wirkung durch die Schneelage erhöht wird. Die Hanglage von Crans-Montana verstärkt die intensive Besonnung. Die starke Sonneneinstrahlung, die niedrige Luftfeuchtigkeit, die relativ geringe Niederschlagsmenge sowie die intensive Lichteinwirkung mit reichlicher ultravioletter Strahlung wurden als Heilfaktoren bei der Tuberkulose und anderen Krankheiten genannt.

## Zugang
Das Hochplateau von Montana wurde um 1890 durch eine Strasse und 1911 durch die Standseilbahn Sierre-Montana-Crans erschlossen.

## Geschichte
Die Hochebene von Montana wurde schon im 19. Jahrhundert als Erholungs- und Kurort entdeckt. Die Erschliessung durch die Strasse und die Standseilbahn löste eine rege Bautätigkeit aus. In der Voralpenzone entstanden Sanatorien, Hotels, Ferienhäuser und Sportanlagen.
Die Hoteliers Louis Antille und Michel Zufferey (1850–1917) aus Siders eröffneten 1892 das «Hotel du Parc» ⊙, um das sich Montana-Vermala bildete. 1896 nahm der Genfer Arzt Théodore Stephani (1868-1951), der im Luftkurort Leysin gearbeitet hatte, zehn seiner Patienten mit nach Crans-Montana ins «Hotel du Parc».
Stephani eröffnete 1899 das «Sanatorium Beauregard Stephani» ⊙ als dessen Verwalter, das Montana als Luftkurort bekannt machte. Er war Gründungsmitglied des Verkehrsvereins von Montana ab 1905 und Präsident bis zum Zweiten Weltkrieg. 1904 wurde das Sanatorium zum «Hotel Palace Bellevue» umgebaut und 1946 kaufte der Kanton Bern das «Hotel Palace Bellevue» und zwei benachbarte Liegenschaften, um sie zu einer alpinen Tuberkulosestation umzubauen. 1949 wurde die «Bernische Heilstätte Bellevue Montana» (mit 110 Betten) als Lungensanatorium eingeweiht (heute «Berner Klinik Montana»).
Ebenfalls 1899 eröffnete Stephani sein eigenes «Sanatorium Stephani» ⊙. Nach dem Zweiten Weltkrieg wurde es zum «Sanatorium Belgica» für Tuberkulose-Patienten. Es wurde 1947 vom Belgischen Roten Kreuz und der «Fédération Nationale des Anciens Prisonniers de Guerre» (F.N.A.P.G.) (mit 126 Betten) übernommen. Im Jahr 1956 kauften die Gebrüder Barras das Hotel und führten es als «Hotel Valaisia» bis 1973. 1976 wurde es durch den Ferienverein (PTT, Kanton Bern) erworben, der es 1981 zum Walliser Salzwasserschwimmbad «Valaisia» umbaute und 2016 mit einem neuen Aussenschwimmbad versah.

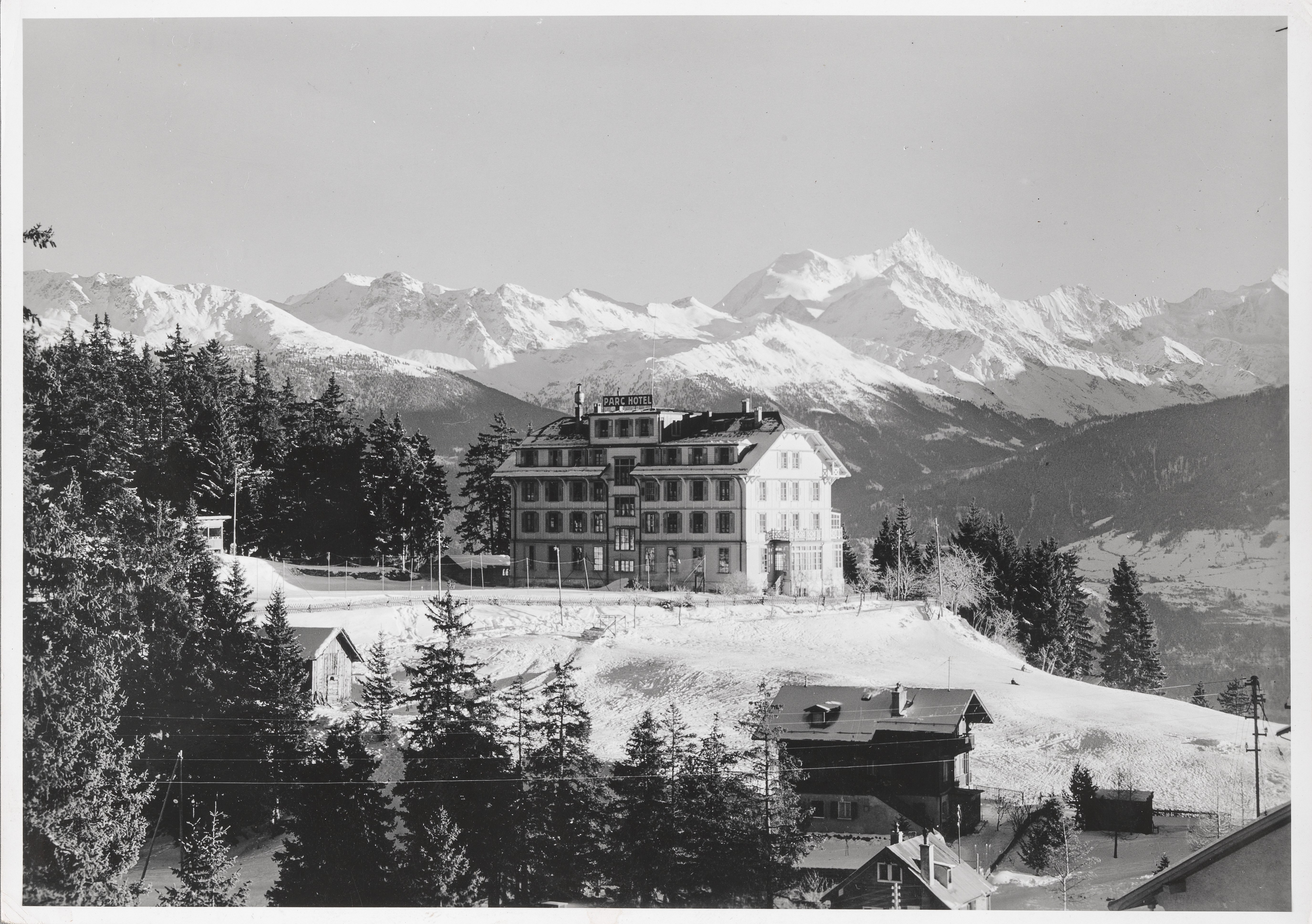
Hotel du Parc
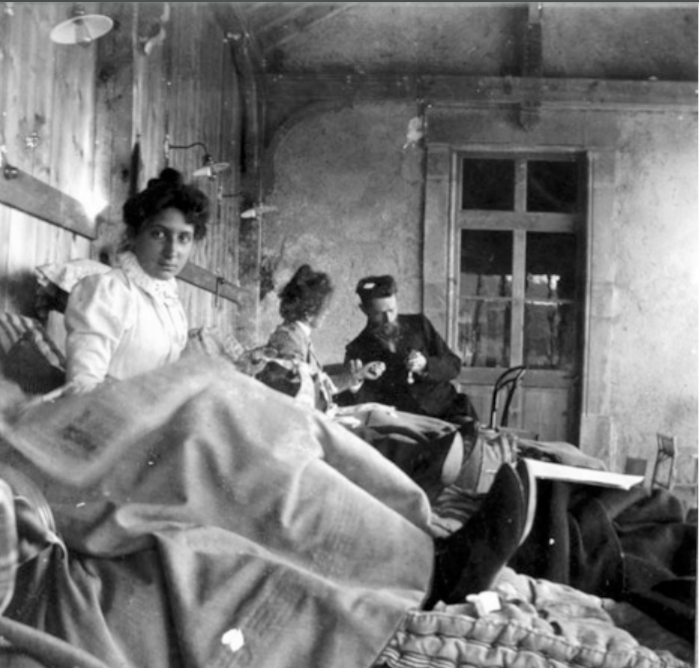
Théodore Stephani im Hotel du Parc
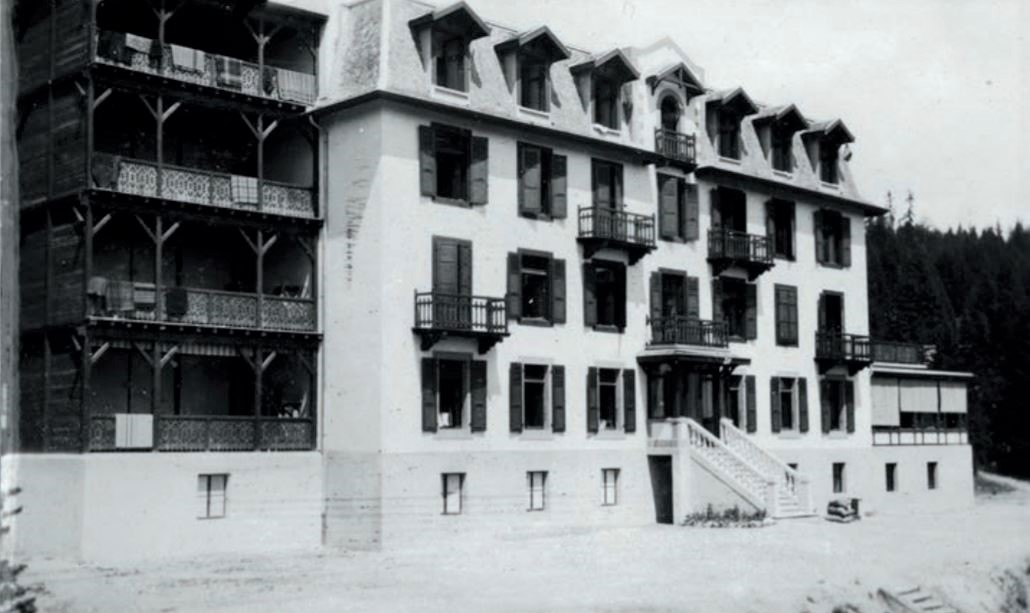
Sanatorium Stephani 1904
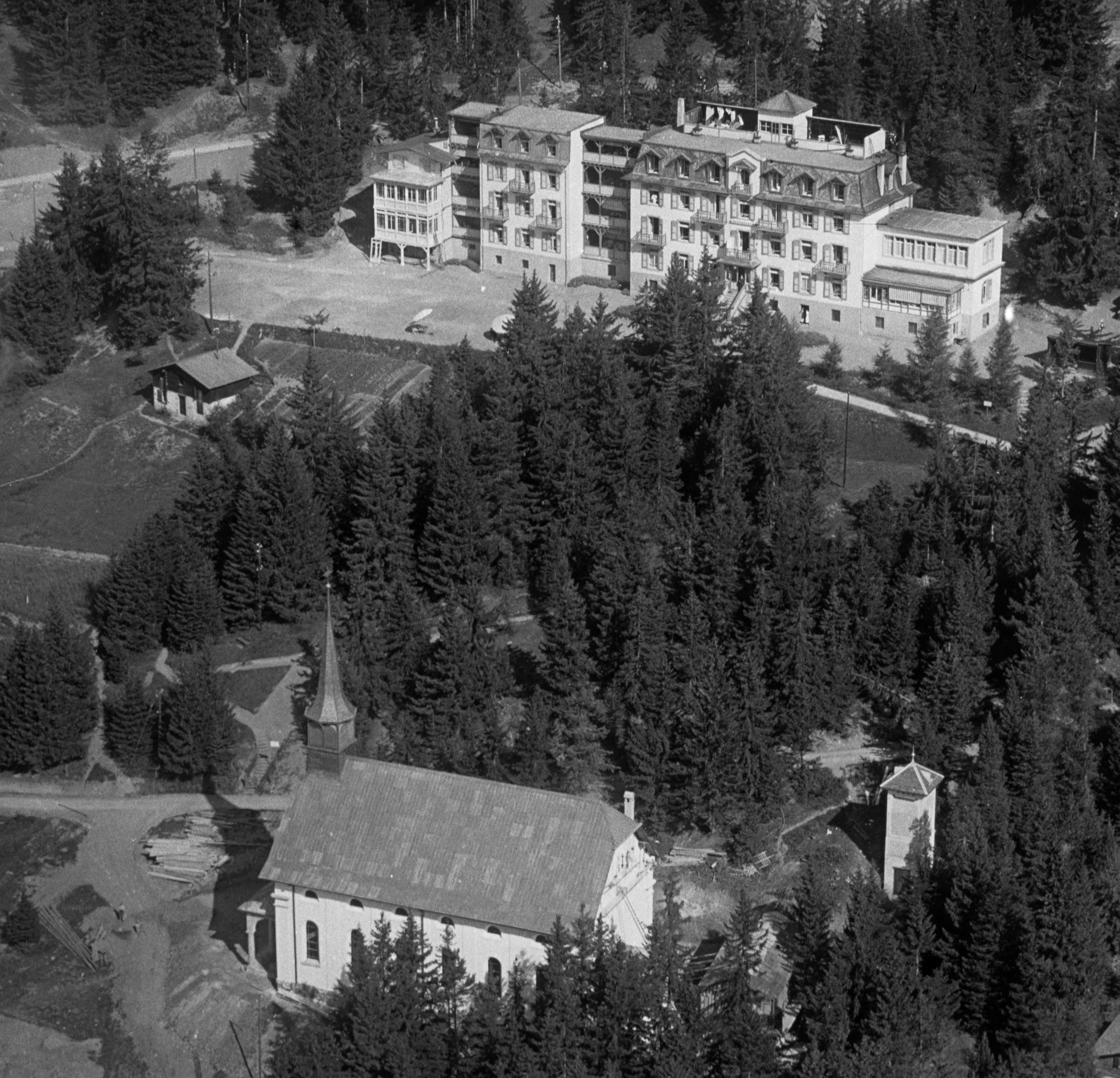
Sanatorium Stephani 1926
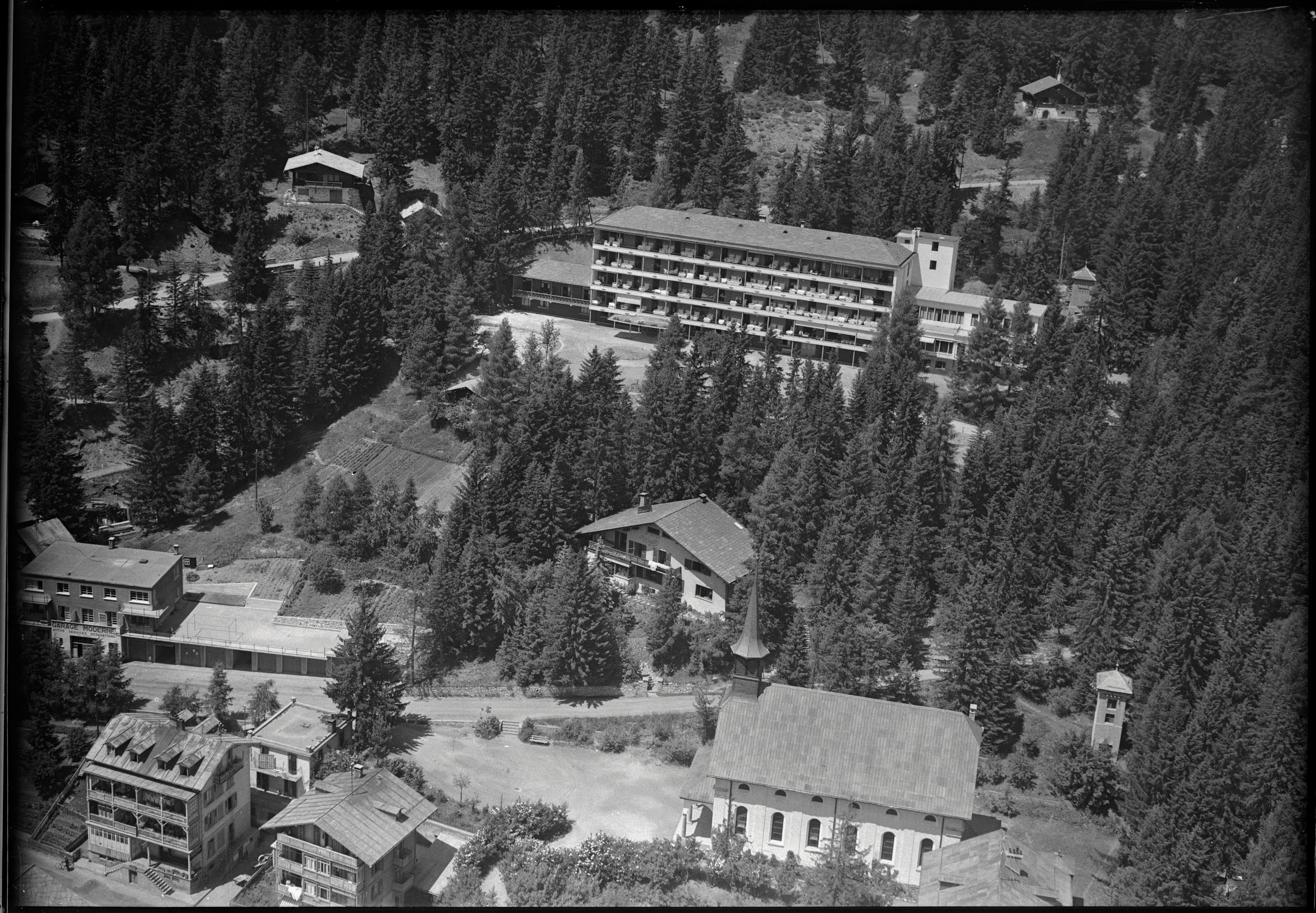
Sanatorium Belgica Montana 1949

Das «Genfer Sanatorium» ⊙ wurde 1903 in Clairmont-sur-Sierre eröffnet.
Die Dreiecksverhandlungen der Schweiz ab Frühjahr 1915 ermöglichten während des Ersten Weltkriegs den Kriegsgefangenenaustausch. Im Wallis kamen im Frühjahr 1916 über 1.500 französische, belgische und italienische Gefangene an, die auch in Montana gepflegt wurden.
Die «Klinik La Moubra» ⊙  wurde 1927 nach den Plänen des Zürcher Architekten Richard von Muralt (1882–1957) gebaut (heute: International Summer Camp Montana). Der Arzt Ducrey (1891–1975) wollte eine Klinik zur Behandlung für Nicht-Lungenkranke wie Patienten mit Knochentuberkulose mittels Heliotherapie auf der Basis der Sonnenbestrahlung. 1989 wurde das Gebäude durch Gilbert Strobino gegen Süden verlängert und die Balkone renoviert.
1929 wurde das «Luxussanatorium Bella Lui» ⊙ für «höchste Ansprüche» auf der noch kaum erschlossenen Alp in Crans nach den Plänen des Architektenpaares Rudolf Steiger und Flora Steiger-Crawford gebaut und 1930 eröffnet. 1938 wurde das Sanatorium durch Flora Steiger-Crawford in ein Sporthotel umgebaut. 1949 kaufte der Eigentümer- und Trägerverein Bella Lui  (Pfarrer Karl Schenkel) das Sporthotel und eröffnete eine Heilstätte für Tuberkulose. Das unter Denkmalschutz stehende Hotel Bella Lui wurde 2016 von den Schweizer Jugendherbergen übernommen.
Das britische Sanatorium «Montana Hall» wurde 1930 nach Plänen des Architekten Bachmann aus Sitten erbaut. Der Kanton Luzern konnte mit dem Kauf von Montana Hall im Jahre 1951 (Abwertung des englischen Pfundes) die Pläne von 1901 für ein Luzerner Sanatorium verwirklichen. 1952 wurde es als «Luzerner Sanatorium» ⊙  (mit 74 Betten, heute «Luzerner Höhenklinik Montana») eröffnet.
Der Luftkurort Crans-Montana verfügte 1940 über 1200 Betten.
1941 wurde das heutige «Walliser Zentrum für Pneumologie» ⊙ (Centre valaisan de pneumologie) in Crans-Montana mit 75 Betten eröffnet und 2019 wurde das Zentrum aufgegeben.
Ende der 1950er Jahre sank die Zahl der Patienten im Kurort, worauf sich Crans-Montana auf den Wintersport ausrichtete.

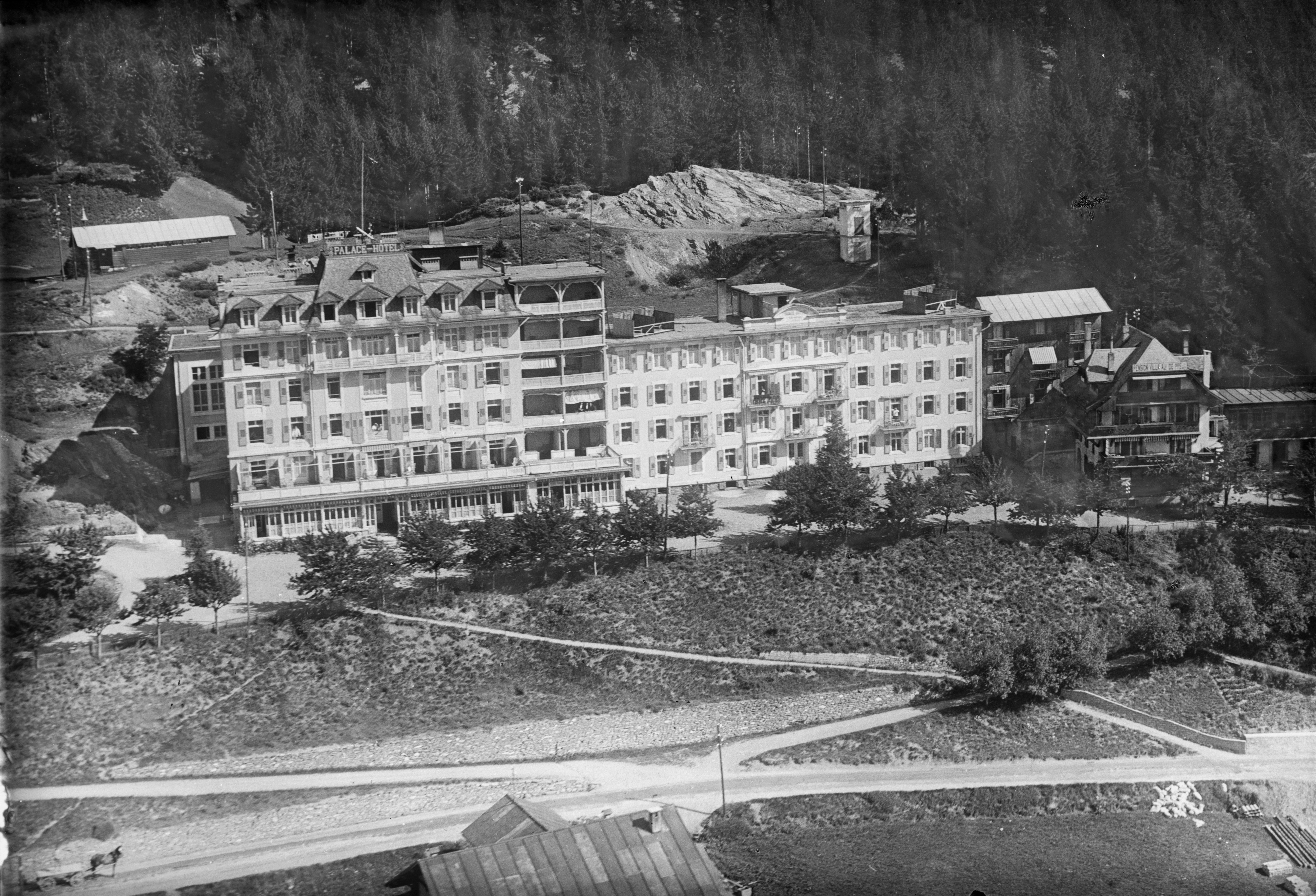
Hotel Palace Bellevue, Berner Klinik Montana
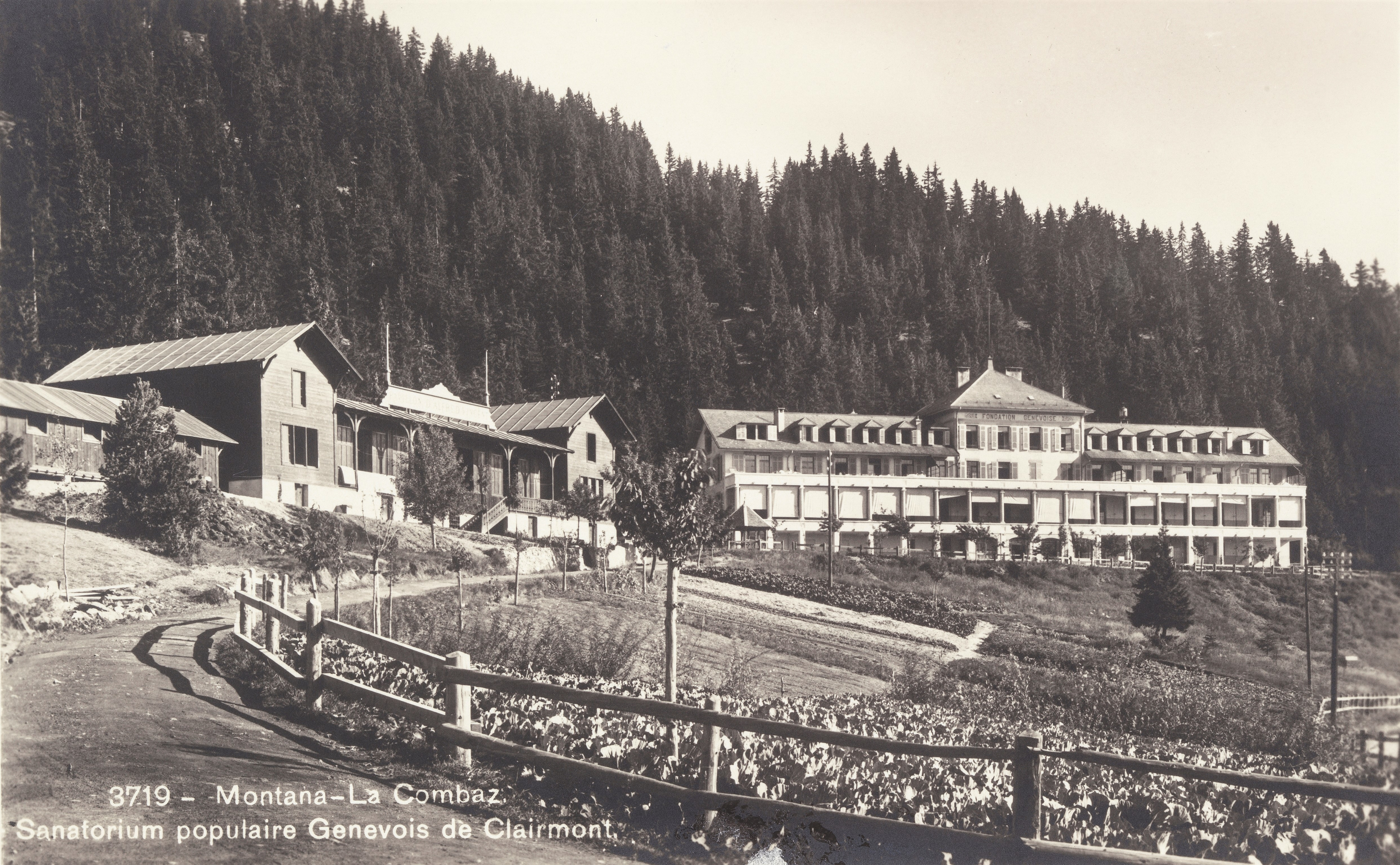
Sanatorium populaire Genevois
Sanatorium La Moubra, International Summer Camp Montana
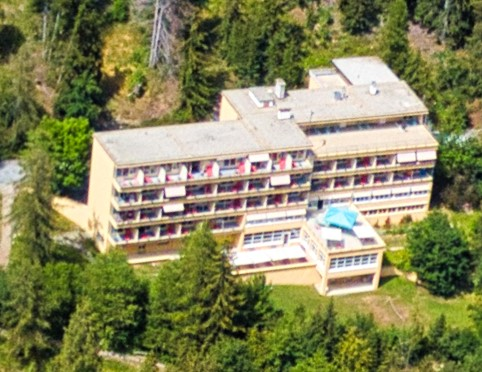
Hotel Bella Lui SJH
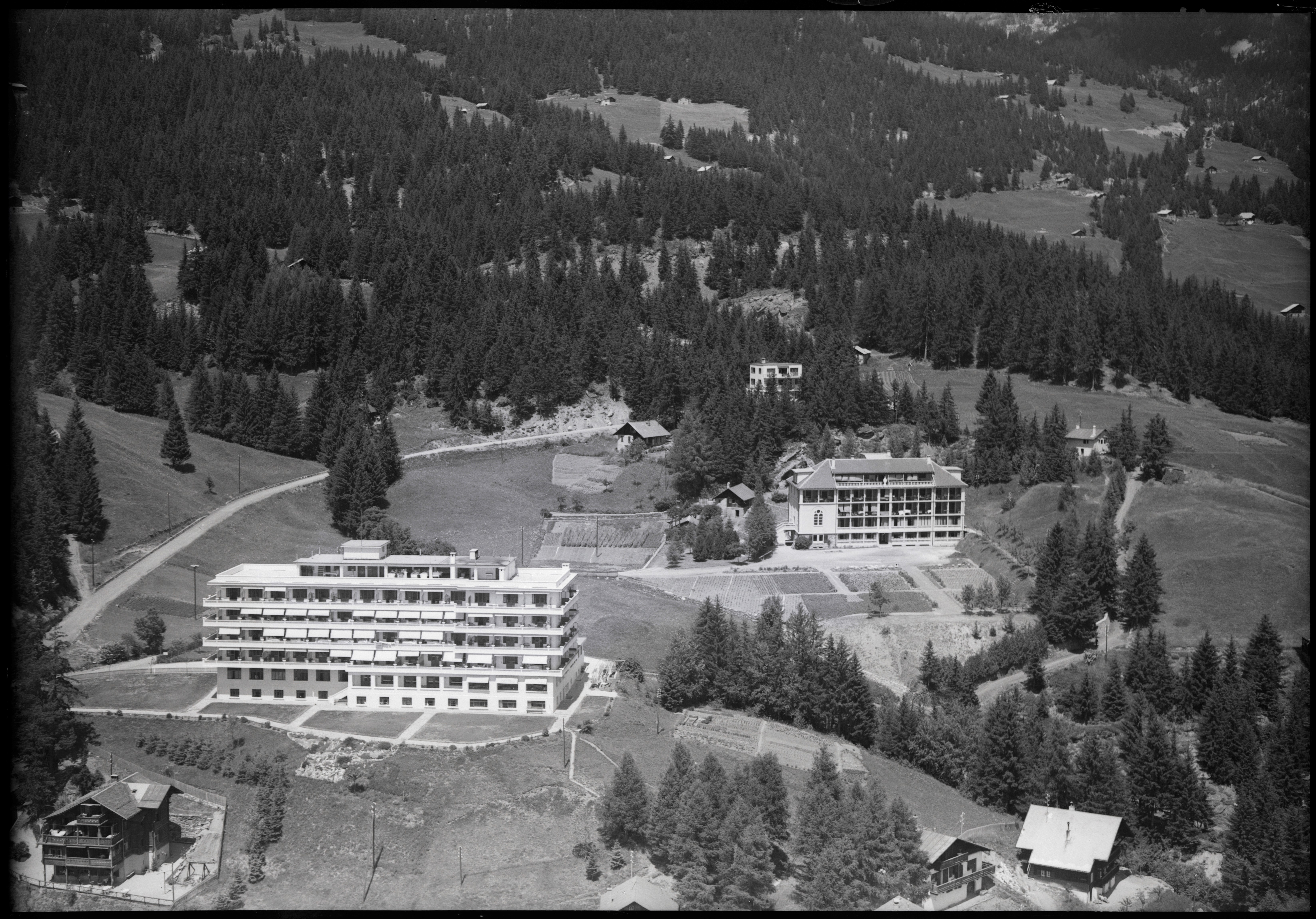
Montana Hall, Luzerner Höhenklinik Montana

## Bekannte Patienten
- Ferdinand Hodler (1853–1918) besuchte hier seinen an Tuberkulose erkrankten Sohn Hector und malte 1915 zehn Gemälde mit dem Titel Lacs de Montana (Seen von Montana)
- Dinu Lipatti (1917–1950), rumänischer Pianist und Komponist, weilte in der Klinik La Moubra